# 陽光清洗
《陽光清洗》是2008年美國的一部喜劇電影，由艾美·亞當斯和艾蜜莉·布朗主演。

## 劇情
蘿絲（艾美·亞當斯 飾）是個單親媽媽，有一個兒子，平日以清潔工作的微薄收入度日，男友則是有婦之夫。蘿絲的妹妹諾拉（艾蜜莉·布朗 飾）無職，兩姐妹在母親自殺後和父親喬（亞倫·阿金 飾）一起生活。面對身邊年事已高的父親、工作總是不穩定偶爾需要接濟的妹妹、在學校小麻煩不斷的兒子，蘿絲感到無奈。

蘿絲為了送兒子進更好的學校就讀，在警察男友介紹之下開始從事收入較高、專門清理自殺或他殺命案現場的清潔公司，負責收拾死人留下的爛攤子，並邀遊手好閒的妹妹諾拉一起進行清潔工作。對此行業完全不熟悉的姐妹倆從頭學起，逐漸步上生活正軌。兩姐妹也在工作中見到形形色色的委託者。某次，諾拉在偶然之下幫助已經自殺的某位屋主尋回失聯的女兒，也因為此契機，諾拉開始正視當年母親自殺身亡時在自己心裡留下的陰霾。
曾經在高中時期意氣風發、擔任啦啦隊隊長的蘿絲某天應邀參加同窗的同學會，因此將某樁清潔工作臨時交代由諾拉自行前往處理。諾拉第一次在沒有姐姐陪伴下打掃，卻不慎引發火災，燒光了客戶的房子。蘿絲趕到現場後氣急敗壞的指責諾拉的不是，兩姐妹陷入冷戰，也因為此事件，姐妹倆開始思考親情對自己的意義......。
姐妹倆已過世的母親，當年曾經在某部電影中擔任客串演員。某天夜裡，電視臺正好播出母親演過的片子，看著電視中的母親模樣，兩姐妹忍不住釋放出對母親的思念。

## 獎項
| 年分 | 結果 | 授獎單位                   | 獎項                                                                   | 獲獎者          |
| ---- | ---- | -------------------------- | ---------------------------------------------------------------------- | --------------- |
| 2008 | 提名 | 日舞影展                   | 最佳影片                                                               | Christine Jeffs |
| 2009 | 提名 | 衛星獎                     | 戲劇類最佳女配角                                                       | 艾蜜莉·布朗     |
| 2009 | 獲獎 | Casting Society of America | Outstanding Achievement in Casting - Low Budget Feature - Drama/Comedy | Avy Kaufman     |